# Köpmanholmen, Örnsköldsviks kommun
Köpmanholmen är en tätort i Örnsköldsviks kommun, Ångermanland (Västernorrlands län). Orten ligger omkring 25 kilometer sydväst om Örnsköldsvik och hade 1 179 invånare år 2020. I Köpmanholmen finns livsmedelsbutik, för- och grundskola åk 1–6, simhall samt sporthall. Idag finns enbart några mindre småindustrier på orten och många ortsbor pendlar in till Örnsköldsvik. Köpmanholmen har också färjeförbindelse med Norra Ulvön och Trysunda.

## Historik

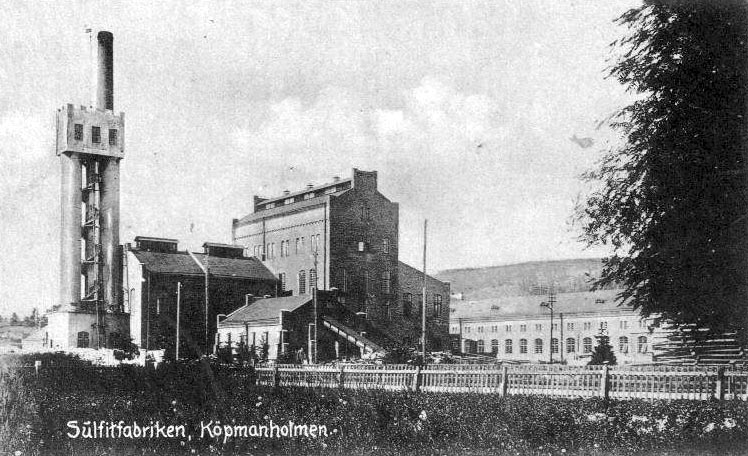
Sulfitfabriken vid 1900-talets början.

Köpmanholmen, som ligger vid Bottenhavet, är en gammal bruksort som växte upp kring en sågverks- och massaindustri. Industriepoken inleddes 1864 med att en ångsåg anlades, vilken 1907 följdes av en sulfitfabrik (nedlagd 1963) och en sulfatfabrik 1930. Industrierna i Köpmanholmen anlades, och ägdes av Forss AB fram till 1964 då detta bolag köptes upp av skogsindustrikoncernen NCB. Både sågverket och massafabriken är numera nedlagda, 1977 respektive 1982. En klorfabrik som tillkommit 1964 i sulfitfabrikens ställe nedlades 1994.
Resterna av industrierna, med bland annat förfallna byggnader och förorenad mark ansågs av ortsbefolkningen som ett stort problem . 2002 gav dock Naturvårdsverket klartecken för en sanering av det gamla industriområdet. Projektet har beskrivits som den största industrisaneringen i Sverige och kostnaden är beräknad till totalt 186 miljoner kr. Naturvårdsverket samt Sveaskog (tidigare Assi Domän och NCB) är de största delfinansiärerna men även kommunen och EU bidrar med medel. Tanken är att industriområdet när saneringen avslutats skall användas för lättare industri och hamnverksamhet.

### Befolkningsutveckling
| Befolkningsutvecklingen i Köpmanholmen 1960–2020 | Befolkningsutvecklingen i Köpmanholmen 1960–2020 | Befolkningsutvecklingen i Köpmanholmen 1960–2020 | Befolkningsutvecklingen i Köpmanholmen 1960–2020 | Befolkningsutvecklingen i Köpmanholmen 1960–2020 |
| ------------------------------------------------ | ------------------------------------------------ | ------------------------------------------------ | ------------------------------------------------ | ------------------------------------------------ |
|                                                  |                                                  |                                                  |                                                  |                                                  |
| År                                               |                                                  |                                                  | Folkmängd                                        | Areal (ha)                                       |
| 1960                                             | 1960                                             |                                                  | 1 772                                            |                                                  |
| 1965                                             | 1965                                             |                                                  | 1 798                                            |                                                  |
| 1970                                             | 1970                                             |                                                  | 1 624                                            |                                                  |
| 1975                                             | 1975                                             |                                                  | 1 410                                            |                                                  |
| 1980                                             | 1980                                             |                                                  | 1 372                                            |                                                  |
| 1990                                             | 1990                                             |                                                  | 1 325                                            | 244                                              |
| 1995                                             | 1995                                             |                                                  | 1 289                                            | 245                                              |
| 2000                                             | 2000                                             |                                                  | 1 227                                            | 254                                              |
| 2005                                             | 2005                                             |                                                  | 1 267                                            | 254                                              |
| 2010                                             | 2010                                             |                                                  | 1 237                                            | 251                                              |
| 2015                                             | 2015                                             |                                                  | 1 194                                            | 231                                              |
| 2020                                             | 2020                                             |                                                  | 1 179                                            | 253                                              |
|                                                  |                                                  |                                                  |                                                  |                                                  |

## Sevärdheter och natur
Köpmanholmen ligger i Höga Kusten och den 127 km långa Höga Kustenleden passerar genom samhället. Både Skuleskogens nationalpark samt naturreservaten vid Balesudden samt Hummelviks naturreservat finns i närområdet. Ytterligare en sevärdhet är Herrgårdsparken. I denna park har Örnsköldsviks kommun med bidrag från EU via projektet High Coast Art Valley skapat en natur- och konstpark där också ortens industrihistoria presenteras. I dess omedelbara närhet finns också ett bruksmuseum som drivs av Nätra hembygdsförening.

## Kända personer från Köpmanholmen
- Den internationellt kände keramikern och skulptören Hans Hedberg (1917–2007) föddes på orten.
- Sångaren och musikern Totta Näslund (1945-2005) växte också upp i Köpmanholmen samt även
- MODO:s första landslagsspelare i ishockey Åke Nordström växte på orten.